# Atractaspis
Genre
Atractaspis est un genre de serpents de la famille des Lamprophiidae. 

## Répartition
Les 22 espèces de ce genre se rencontrent en Afrique et dans la péninsule Arabique.

## Description
Ce sont des serpents venimeux.

## Liste d'espèces
Selon The Reptile Database (28 mars 2020) :
- Atractaspis andersonii Boulenger, 1905
- Atractaspis aterrima Günther, 1863
- Atractaspis battersbyi (De Witte, 1959)
- Atractaspis bibronii Smith, 1849
- Atractaspis boulengeri Mocquard, 1897
- Atractaspis branchi Rödel, Kucharzewski, Mahlow, Chirio, Pauwels, Carlino, Sambolah & Glos, 2019
- Atractaspis congica Peters, 1877
- Atractaspis corpulenta (Hallowell, 1854)
- Atractaspis dahomeyensis Bocage, 1887
- Atractaspis duerdeni Gough, 1907
- Atractaspis engaddensis Haas, 1950
- Atractaspis engdahli Lönnberg & Andersson, 1913
- Atractaspis fallax Peters, 1867
- Atractaspis irregularis (Reinhardt, 1843)
- Atractaspis leucomelas Boulenger, 1895
- Atractaspis magrettii Scortecci, 1928
- Atractaspis microlepidota Günther, 1866
- Atractaspis micropholis Günther, 1872
- Atractaspis phillipsi Barbour, 1913
- Atractaspis reticulata Sjöstedt, 1896
- Atractaspis scorteccii Parker, 1949
- Atractaspis watsoni Boulenger, 1908

## Publication originale
- Smith, 1849 : Illustrations of the zoology of South Africa, consisting chiefly of figures and descriptions of the objects of natural history collected during an expedition into the interior of South Africa, in the years 1834, 1835, and 1836; fitted out by "The Cape of Good Hope Association for Exploring Central Africa" : together with a summary of African zoology, and an inquiry into the geographical ranges of species in that quarter of the globe, vol. 3, Appendix.